# Honda Passport
La Honda Passport è un'autovettura prodotta dalla casa automobilistica giapponese Honda a partire dal 2018.

## Contesto e origini

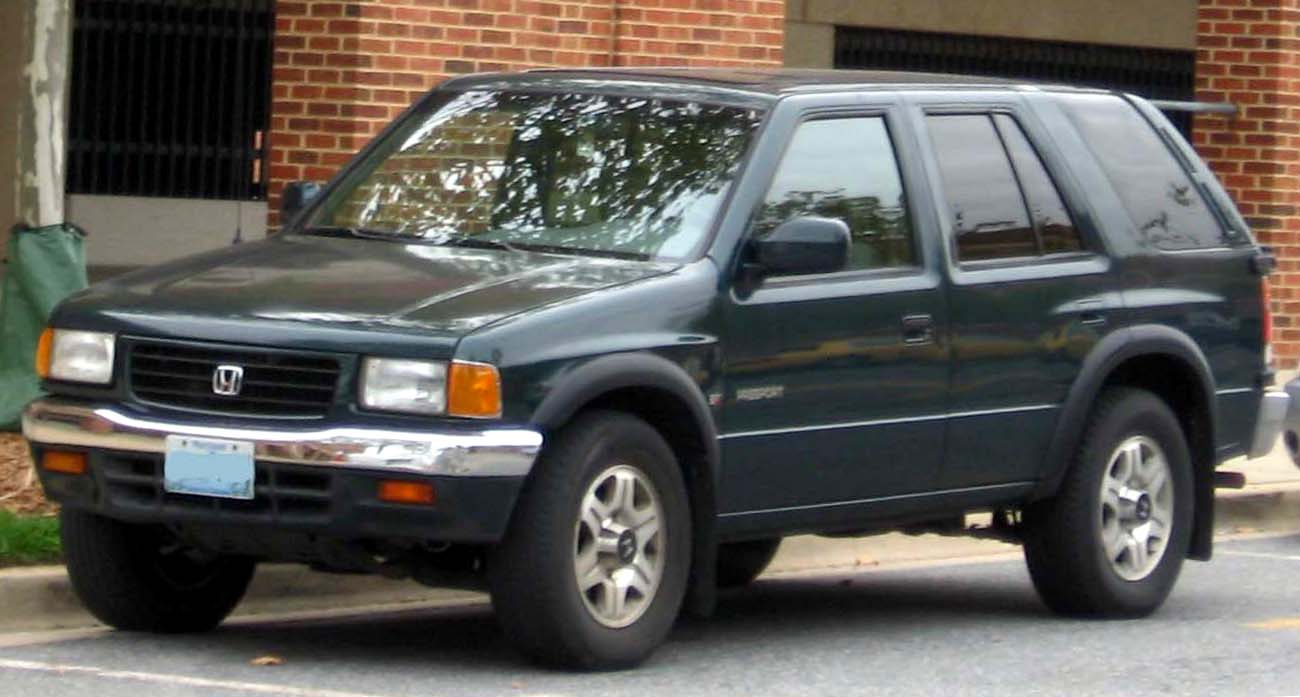
Honda Passport prima serie

Il nome Passport in origine era stato utilizzato dalla Honda per chiamare un fuoristrada realizzato sulla base dell'Isuzu MU, un veicolo di medie dimensioni venduto tra il 1993 e il 2002 negli Stati Uniti. La prima e la seconda generazione del Passport sono state prodotte dalla Subaru-Isuzu Automotive a Lafayette in Indiana.

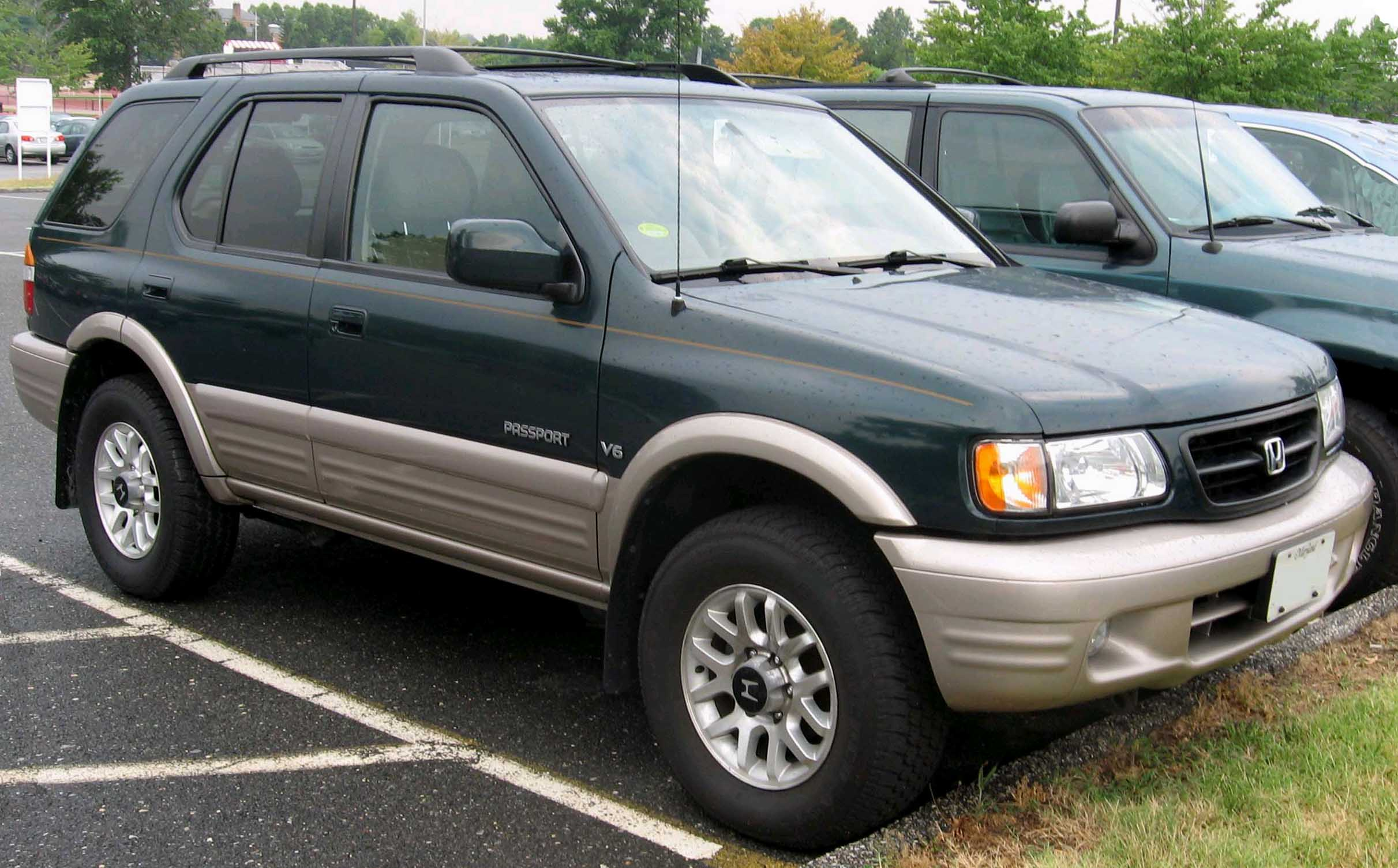
Honda Passport seconda serie

All'epoca la vettura rientrava in una più ampia partnership stipulata tra la Isuzu e Honda negli anni '90, che vide la realizzazione anche della Isuzu Oasis e della Acura SLX. Da questo accordo ne trassero beneficio entrambe le società, poiché la Isuzu interruppe la produzione di autovetture nel 1993 dopo una ristrutturazione aziendale e Honda aveva bisogno di un SUV, in un segmento di mercato che ad inizio anni '90 stava crescendo sia in Nord America che in Giappone. La partnership si concluse nel 2002 con l'arrivo della Honda Pilot, progettata interamente dalla Honda.

## Descrizione

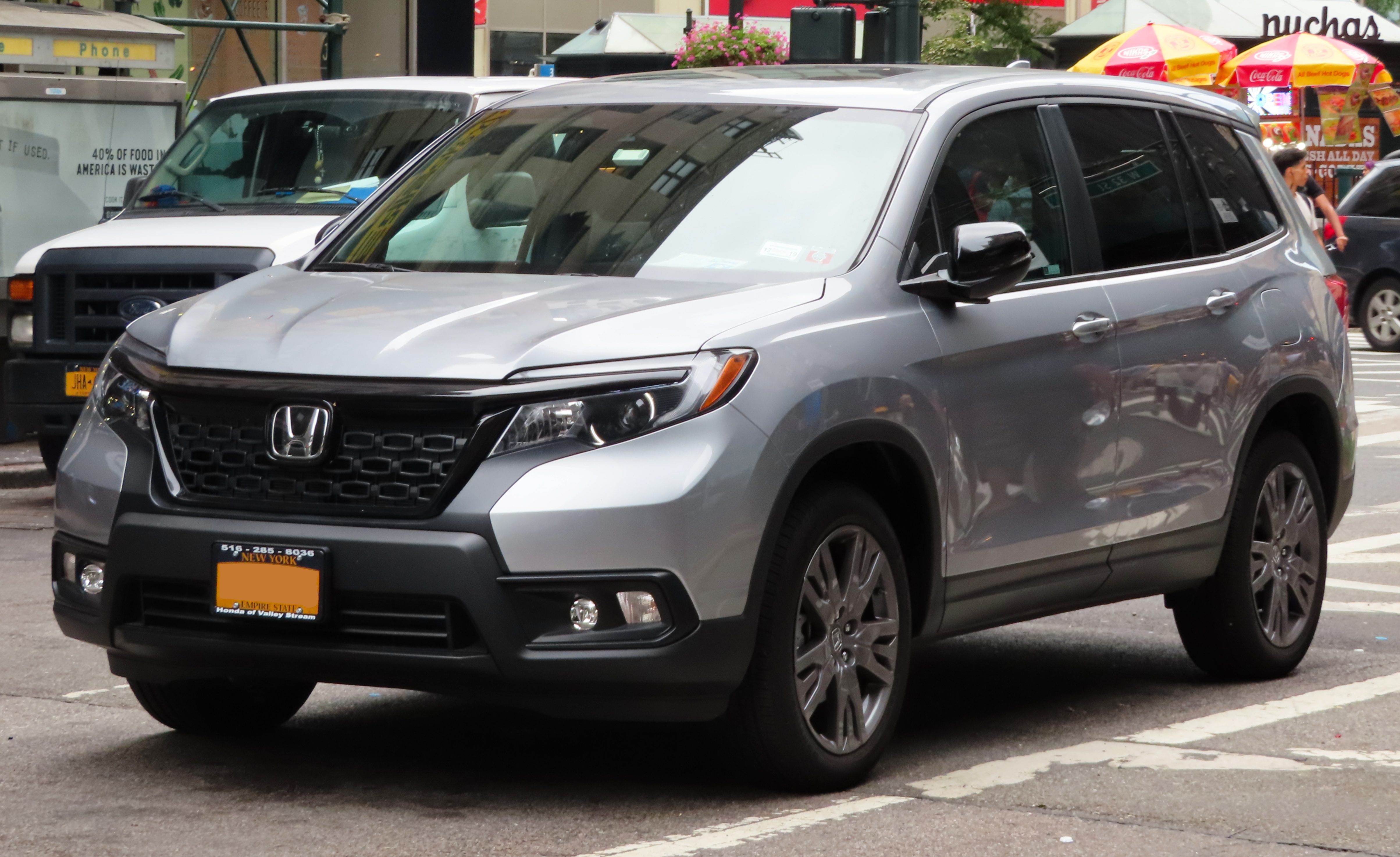
Honda Passport del 2019

Nel novembre 2018 la Honda ha annunciato che il nome Passport sarebbe tornato a marchiare un crossover SUV di medie dimensioni, inserito nella gamma del costruttore nipponico tra le CR-V e Pilot. La terza generazione della Passport è stata presentata al Salone di Los Angeles il 27 novembre 2018, venendo costruita nello stabilimento Honda di Lincoln in Alabama. A differenza delle precedenti generazioni, è stata progettata interamente dalla Honda negli Stati Uniti per fare concorrenza ai crossover Chevrolet Blazer, Ford Edge, Hyundai Santa Fe, Kia Sorento e Nissan Murano. La vettura dispone di serie della sola trazione anteriore (FWD), con in opzione quella integrale.

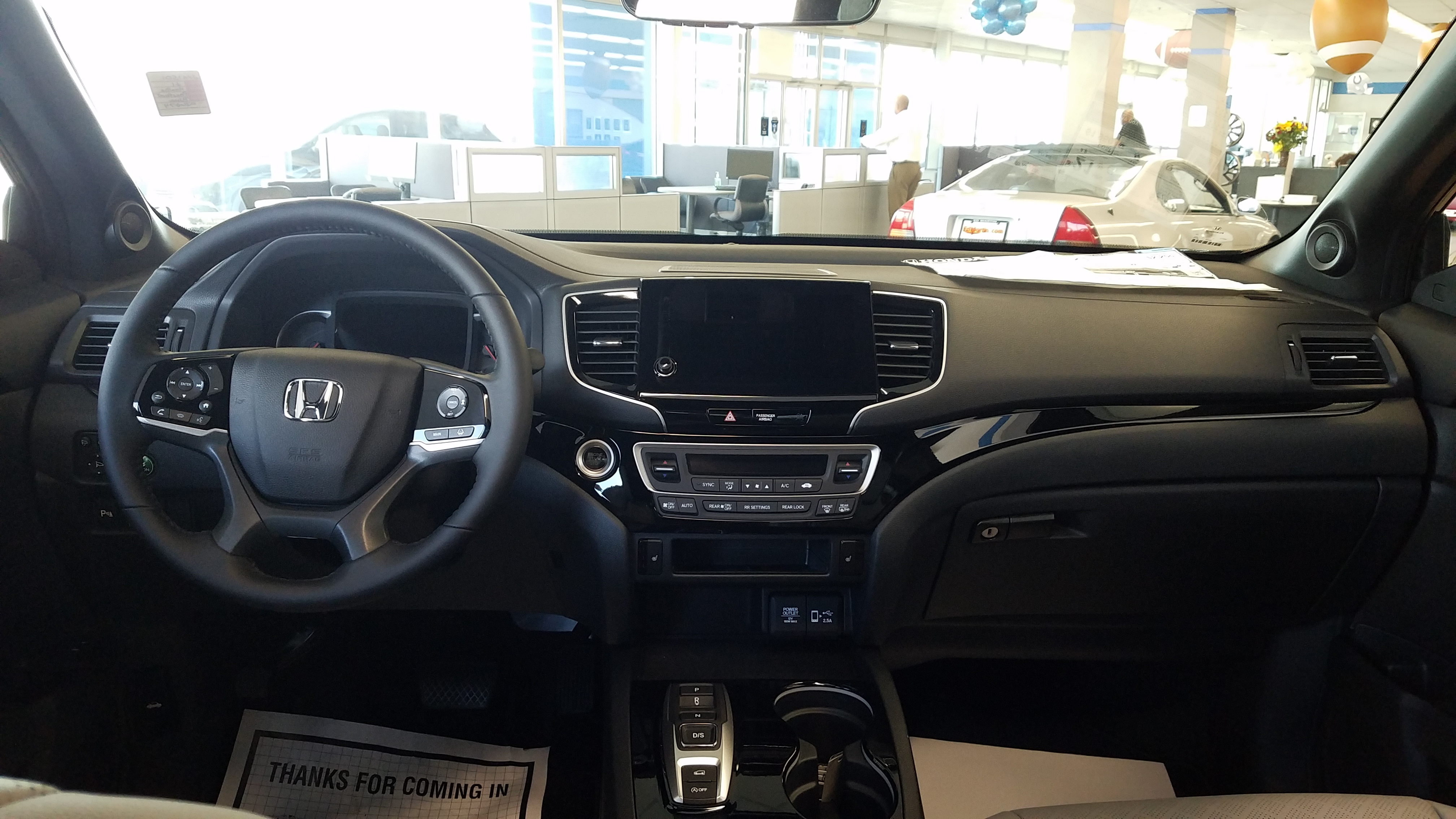
Interni

Sotto il cofano c'è motore V6 montato in posizione traversale da 3,5 litri aspirato, capace di erogare 280 CV (209 kW) e 355 Nm di coppia, abbinato a un cambio automatico a nove velocità. L'altezza da terra è di 7,5 pollici (8,1 pollici per i modelli a trazione integrale) e può trainare una massa fino a 5000 libbre.
La vettura di serre offre il pacchetto di sicurezza Honda Sensing con cruise control adattivo e frenata automatica. Altre caratteristiche includono Apple CarPlay e Android Auto, sedili posteriori riscaldabili, climatizzatore automatico a tre zone, alette parasole posteriori e connettività USB per i sedili posteriori.

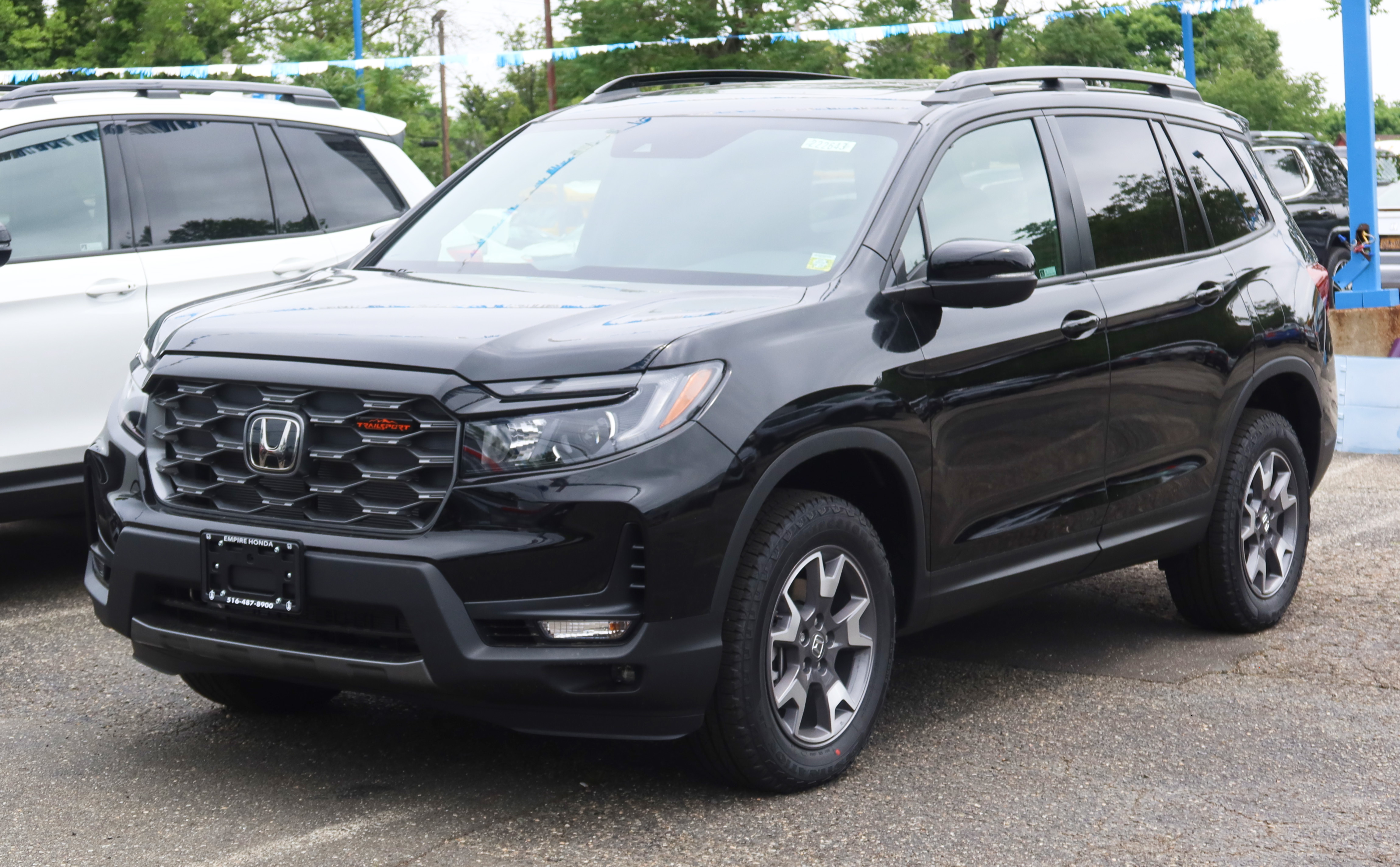
Honda Passport TrailSport restyling 2022

Nel 2021 ha ottenuto il massimo punteggio di 5 stelle dall'NHTSA (National Highway Traffic Safety Administration).

### Restyling 2022
Nel 2022 la vettura ha subìto un corposo restyling, annunciato ad novembre 2021 e caratterizzato da un frontale ridisegnato e l'aggiunta di un allestimento denominato TrailSport, che offre un pacchetto sua estetici che tecnico più orientato al fuoristrada con paraurti specifici nonché pneumatici con un battistrada tassellato.